# Interstate 10
Interstate 10 (afgekort I-10) is de meest zuidelijke oost-west Interstate highway in de Verenigde Staten en heeft een lengte van bijna 4000 km. De autosnelweg loopt van de Grote Oceaan vanaf State Route 1 (Pacific Coast Highway) in Santa Monica, Californië naar Interstate 95 in Jacksonville, Florida.
De band Ten East is vernoemd naar deze snelweg.
Een opmerkelijk feitje is dat de I-10 ter hoogte van Houston 26 rijbanen heeft; dit zijn 12 (6 per kant) rijstroken, 8 in/uitvoegstroken en 6 carpoolstroken. In de spits mogen carpoolers de carpoolstroken tolvrij gebruiken, zogenoemde single occupancy vehicles moeten tol betalen die afhankelijk is van de drukte. Buiten de spits betalen ook de high occupancy vehicles tol. Het openbaar vervoer en schoolbussen maken te allen tijde gratis gebruik van de rijstroken.

## Lengte
| Staat       | km   | mijl |  |
|             |      |      |  |
| Californië  | 390  | 242  |  |
| Arizona     | 631  | 392  |  |
| New Mexico  | 264  | 164  |  |
| Texas       | 1418 | 881  |  |
| Louisiana   | 441  | 274  |  |
| Mississippi | 124  | 77   |  |
| Alabama     | 106  | 66   |  |
| Florida     | 583  | 362  |  |
|             |      |      |  |
| Totaal      | 3959 | 2460 |  |

Met een traject van 1.418 km door Texas heeft de I-10 het langste traject door een enkele staat van het volledige Interstate Highway System.

## Belangrijke steden aan de I-10
Santa Monica - Los Angeles - San Bernardino - Riverside - Phoenix - Tucson - Lordsburg - Las Cruces - El Paso - San Antonio - Houston - Lafayette - Baton Rouge - New Orleans - Mobile - Tallahassee - Jacksonville